# برزن
مَحَلّه یا بَرزَن به قسمتی از یک شهر یا روستا گفته می‌شود که نام، محدوده و مشخصات خود را داشته‌باشد.
در برخی مناطق ایران (بیشتر در مازندران) واژهٔ محله در معنی آبادی به‌کار می‌رود و به عنوان پسوند برای نام‌گذاری روستاها استفاده می‌شود. برای نمونه: آخوندمحله و آزادمحله.